# مهما كان الثمن (مسلسل)
مهما كان الثمن هو ثاني مسلسل مكسيكي مدبلج باللغة العربية تم عرضه على شاشة التلفزيون الجزائري وقناة أل بي سي سنة 1992، وقد نال نجاحاً كبيراً في العالم العربي، وما زال يعاد عرضه حتى اليوم.

## ملخص المسلسل
تبدأ أحداث القصة سنة 1890، «رودريغو مونتيز دي أوكا» يحاول منع ابنة عمه «بلانكا فلور» من الارتباط بالمزارع «إنريكيه سان رومان»، ولكنها رفضت الانصياع، وأصبحت حاملاً منه. «ماتيلدا» وهي أخت «بلانكا فلور» أيضاً، تحبسها في المزرعة وتخطف ابنها، وتوهم «بلانكا» أنه مات وقت ولادته. «رودريغو» بدوره يسجن «إنريكيه» بتهمة سرقة مجوهرات «بلانكا» وتماما كالجميع، يعتقد أن «بلانكا» قد ماتت وهي تضع ابنها. بعد بضع سنوات يتزوج «رودريغو» من «كونستانزا»، وينجبان طفلة تدعى «آنا كريستينا». وفي 1909، تعود «آنا كريستينا» من أوروبا إلى المكسيك على متن سفينة حيث كانت تدرس. تلتقي على متنها «أليخاندرو»، شاب متكبر قليلا أعجب بها. «أليخاندرو آلداما» هو ابن «بلانكا» في الحقيقة. بعد اكتشاف هوية «آنا كريستينا»، قرر الانتقام منها ومن والدها. تخطب «آنا كريستينا» «فيديريكو»، مقامر محتال ولكنها لا تحبه.

## الممثلون
- ليتيسيا كالدرون بدور آنا كريستينا.

مؤدي الصوت: السي فرنيني.
- ادواردو يانس بدور اليخاندرو.

مؤدي الصوت: وليم عتيق.
- كوني دي لامورا بدور بلانكا فلور.

مؤدي الصوت: نوال حجازي.
- كارلوس كاردان بدور ساغون.

مؤدي الصوت: اسماعيل نعنوع.
- جيراردو آكونا بدور غابرييل.

مؤدي الصوت: ميشال أبو سليمان.
- ماريانا ليفي بدور خيمينا.

مؤدي الصوت: رنده حامد.
- برونو راي بدور فولخانسيو.

مؤدي الصوت: اسعد رشدان.
- ماريو كاسياس بدور راوول.

مؤدي الصوت: سمير معلوف.
- لوس ماريا خيريس بدور اورسولا.

مؤدي الصوت: سمارة نهرا.
- جولييتا اغوارولا بدور ايزابيل.

مؤدي الصوت: زينة ملكي.
- نيرينا فرير بدور آميليا.

مؤدي الصوت: مارسيل مارينا.
- لويس هافير بدور ميغيل.

مؤدي الصوت: غسان سالم.
- ميغيل مانسانو بدور دييغو.

مؤدي الصوت: نبيل أبو مراد.
- ماريا مارسيلا بدور ناردا.

مؤدي الصوت: كاتيا أبو دامس.
- ميغيل فيريس بدور اوسكار.

مؤدي الصوت: طوني يونس.
- سينتيا كليتبو بدور ايفي.

مؤدي الصوت: ديانا إبراهيم.
- الما مورييل بدور ماتيلدا.

مؤدي الصوت: الفيرا يونس.
- انريكي روشا بدور رودريغو.

مؤدي الصوت: عماد فريد.
- ادواردو بالوما بدور فيديريكو.

مؤدي الصوت: سمير شمص.
- ايزابيل كورونا بدور سوليداد.

مؤدي الصوت: وفاء طربيه.

## روابط خارجية
- مهما كان الثمن على موقع IMDb (الإنجليزية)
- مهما كان الثمن على موقع فيلمافينيتي (الإسبانية)
- مهما كان الثمن على موقع كينوبويسك (الروسية)
- مهما كان الثمن على موقع قاعدة بيانات الفيلم (الإنجليزية)